# 15414 Pettirossi
15414 Pettirossi è un asteroide della fascia principale. Scoperto nel 1998, presenta un'orbita caratterizzata da un semiasse maggiore pari a 2,9491936 UA e da un'eccentricità di 0,0436742, inclinata di 3,19029° rispetto all'eclittica.